# Llave
Llave è una circoscrizione dell'isola comunale di Vieques, in Porto Rico. Confina a ovest con Punta Arenas, a nord con Mosquito, a nord-est con Florida e ad est con Puerto Real. È bagnata a sud dalle acque del Mar dei Caraibi. Nel 2000 aveva una popolazione di soli 8 abitanti, risultando quindi la circoscrizione di Vieques con la minore densità abitativa, escludendo le circoscrizioni completamente disabitate di Mosquito e Punta Arenas.
Nella circoscrizione di Llave ci sono tre località di interesse storico-culturale: Central Playa Grande, Paramayon 2 e il sito archeologico di Ventana.